# Angels We Have Heard on High
Angels We Have Heard on High is de vijftiende aflevering van het zesde seizoen van het tienerdrama Beverly Hills, 90210, die voor het eerst werd uitgezonden op 13 december 1995.

## Verhaal
Susan brengt de nacht door bij Brandon en als ze ’s morgens wakker worden dan zien ze ineens Cindy voor de deur staan. Brandon is helemaal verbaasd dat hij zijn moeder ziet en vraagt zich meteen af wat ze hier doet. Het blijkt dat ze Hongkong verlaten heeft omdat ze hun huwelijk niet meer ziet zitten. Brandon is bang dat zij een echtscheiding wil aanvragen en vraagt zijn moeder om hier goed over te denken. Cindy brengt kerstavond door met Brandon en de vriendengroep, Nat komt ook langs en als hij naar de kerstnachtdienst wil dan vraagt Cindy of zij mee mag, ze wil even rustig nadenken. De volgende dag wordt er een pakketje bezorgd en het blijkt een cadeau te zijn van Jim met een briefje erbij dat hij haar mist. Cindy besluit om terug te gaan en hun huwelijk nog een kans te geven.
Rush vraag aan Steve om een klusje te doen voor een bevriende zakenrelatie. Hij moet twee pakketjes bezorgen bij een nichtje en zijn minnares. Hij gaat dit doen samen met Clare, de adressen staan op de pakketjes en dit is zo gebeurd. Op kerstavond komt Rush woedend bij Steve met de mededeling dat Steve weer een puinhoop heeft gemaakt. Hij heeft een pakketje met een speelgoed fornuis bij zijn minnares afgegeven en een pakketje met een lingerie setje bij zijn nichtje. Steve verdedigt zich door te zeggen dat hij precies de adres labels heeft aangehouden. Maar Rush is niet te overtuigen en dan zegt Steve dat het toch niet uitmaakt omdat Rush toch niet zijn biologische vader is. Dit doet Rush pijn en wil dat Steve dit terugneemt maar Steve loopt weg. Rush wil Steve de volgende dag spreken in de Peach Pitt. Als Steve daar is dan vertelt Rush groot nieuws, hij is wel zijn biologische vader en laat dit zien door middel van de geboorteakte van Steve. Het klopt zijn vader is echt Rush en Steve snapt er niets van. Het blijkt dat Rush vroeger een affaire had met een serveerster. Daar uit kwam een kind, Steve. De moeder van Steve kon geen kinderen krijgen daarom besloot Rush Steve te adopteren. Dit nieuws komt hard aan bij Steve en is boos dat dit altijd geheim is gehouden en gaat weg. Later beseft dat hij geluk heeft met een echte vader en legt het bij met Rush.
Bij Colin komt iemand aan de deur terwijl bezoek heeft van Valerie. Het blijkt een drugsdealer te zijn voor wat cocaïne voor Colin. Hij vraagt met klem aan Valerie om dit niet aan Kelly te vertellen. Als de vriendengroep bij elkaar zijn en op een ijsbaan zijn wordt het gezellig, daar neemt Colin wat cocaïne tot zich en wordt high. Dit valt op en dan vertelt Valerie aan Kelly dat hij gebruikt. Kelly is boos op Colin en eist dat hij hier mee stopt.
Aangezien Donna op de eerste kerstdag jarig is, is Joe druk bezig met een cadeau. Het is een papegaai die hij aan het trainen is om “Joe houdt van Donna” te laten zeggen wat niet echt wil lukken. Als Donna haar cadeau krijgt dan wil Joe dat de vogel dit zegt, maar in plaats van dit zegt de vogel “stomme vogel”.

## Rolverdeling
- Jason Priestley - Brandon Walsh
- Jennie Garth - Kelly Taylor
- Ian Ziering - Steve Sanders
- Brian Austin Green - David Silver
- Tori Spelling - Donna Martin
- Tiffani Thiessen - Valerie Malone
- Joe E. Tata - Nat Bussichio
- Kathleen Robertson - Clare Arnold
- Jason Wiles - Colin Robbins
- Carol Potter - Cindy Walsh
- Emma Caulfield - Susan Keats
- Cameron Bancroft - Joe Bradley
- Jed Allan - Rush Sanders